# اضطراب زیست‌محیطی
اضطراب زیست‌محیطی (که به اختصار اضطراب زیست‌محیطی نامیده می‌شود و با نام‌های پریشانی زیست‌محیطی یا اضطراب اقلیمی نیز شناخته می‌شود) یک واکنش عاطفی چالش‌برانگیز به تغییر اقلیم و سایر مسائل محیط زیست است. از سال ۲۰۰۷ مطالعات گسترده‌ای در مورد اضطراب بوم‌شناختی انجام شده است و تعاریف مختلفی همچنان مورد استفاده قرار می‌گیرند. این وضعیت یک تشخیص پزشکی نیست و به عنوان یک پاسخ منطقی به واقعیت تغییرات اقلیمی در نظر گرفته می‌شود؛ با این حال، موارد شدید آن در صورت عدم تسکین می‌توانند بر سلامت روان تأثیر بگذارند. همچنین شواهدی وجود دارد که نشان می‌دهد اضطراب زیست‌محیطی ناشی از نحوهٔ چارچوب‌بندی تحقیقات و روایت‌های محققان از شواهد مربوط به تغییرات اقلیمی است: اگر آنها امکان یافتن راه‌حلی برای غلبه بر تغییرات اقلیمی و ایجاد تغییر توسط افراد را در نظر نگیرند، در این احساس ناتوانی نقش دارند.
اضطراب زیست‌محیطی یک احساس ناخوشایند است، اگرچه می‌تواند رفتارهای مفیدی مانند جمع‌آوری اطلاعات مرتبط را نیز برانگیزد. با این حال، می‌تواند به صورت اجتناب از درگیری یا حتی «فلج‌کننده» نیز بروز کند. برخی افراد گزارش داده‌اند که اضطراب و ترس زیادی در مورد آیندهٔ تغییرات اقلیمی تجربه کرده‌اند که باعث شده تصمیم بگیرند بچه‌دار نشوند. اضطراب زیست‌محیطی پس از سال ۲۰۱۷ و به‌ویژه از اواخر سال ۲۰۱۸ با صحبت‌های عمومی گرتا تونبرگ در مورد اضطراب زیست‌محیطی خودش، توجه بیشتری را به خود جلب کرده است.
در سال ۲۰۱۸، انجمن روان‌شناسی آمریکا گزارشی در مورد تأثیر تغییرات اقلیمی بر سلامت روان منتشر کرد. در این گزارش آمده است که «تغییرات تدریجی و بلندمدت در آب و هوا همچنین می‌تواند احساسات مختلفی از جمله ترس، خشم، احساس ناتوانی یا خستگی را بروز دهد.» به‌طور کلی، این احتمالاً بیشترین تأثیر را بر جوانان خواهد داشت. اضطراب زیست‌محیطی که اکنون جوانان را تحت تأثیر قرار داده است، به ترس‌های جنگ سرد از نابودی هسته‌ای که توسط نسل انفجار جمعیت احساس می‌شد، تشبیه شده است. تحقیقات نشان داده است که اگرچه تجربیات عاطفی تشدید شده‌ای با اذعان و پیش‌بینی تغییرات اقلیمی و تأثیر آن بر جامعه مرتبط هستند، اما این تجربیات ذاتاً سازگارانه هستند. علاوه بر این، درگیر شدن با این تجربیات عاطفی منجر به افزایش تاب‌آوری، عاملیت، عملکرد تأملی و کنش جمعی می‌شود. افراد تشویق می‌شوند تا روش‌های جمعی برای پردازش تجربیات عاطفی مرتبط با آب و هوا پیدا کنند تا از سلامت روان و رفاه خود حمایت کنند.

## تعریف
اضطراب زیست‌محیطی به روش‌های مختلفی تعریف شده است؛ یکی از ویژگی‌های مشترک تعاریف مختلف این است که آنها پاسخ‌های عاطفی چالش‌برانگیز به تغییرات اقلیمی و سایر مسائل زیست‌محیطی را توصیف می‌کنند.
گفته می‌شود اصطلاح اکو-اضطراب توسط گلن آلبرشت ابداع شده است که آن را به عنوان «ترس مزمن از نابودی محیط زیست» تعریف کرد. تعریف دیگری که به‌طور گسترده ذکر شده است: «این حس عمومی که بنیان‌های اکولوژیکی هستی در حال فروپاشی هستند.» برخی از محققان از اصطلاح اکو-اضطراب به عنوان مترادف اضطراب اقلیمی استفاده می‌کنند، در حالی که برخی دیگر دوست دارند این اصطلاحات را جداگانه در نظر بگیرند. انجمن روان‌شناسی آمریکا اضطراب زیست‌محیطی را به عنوان «ترس مزمن از فاجعه زیست‌محیطی که از مشاهده تأثیر به ظاهر غیرقابل برگشت تغییرات اقلیمی و نگرانی مرتبط با آن برای آینده خود و نسل‌های بعدی ناشی می‌شود» تعریف کرده است.

## شیوع

میزان نگرانی در مورد اثرات تغییرات اقلیمی با وابستگی سیاسی متفاوت است.

در سال ۲۰۲۳، تقریباً از هر ده نفر، شش نفر گزارش دادند که تأثیر شدید تغییرات اقلیمی در محل زندگی آنها رخ داده است، و ۳۸ درصد انتظار دارند که در ۲۵ سال آینده به دلیل تغییرات اقلیمی از خانه‌های خود آواره شوند.

در سال ۲۰۱۸، نظرسنجی‌های انجام شده در ایالات متحده نشان داد که بین ۲۱٪ تا ۲۹٪ از آمریکایی‌ها گفته‌اند که «بسیار» نگران آب و هوا هستند، که دو برابر میزان یک مطالعه مشابه در سال ۲۰۱۵ است. یک نظرسنجی دانشگاه ییل در سال ۲۰۲۳ نتایج مشابهی را نشان داد، مبنی بر اینکه تغییرات اقلیمی نگران‌کننده است. این مفهوم اضطراب و اندوه اقلیمی یا اکولوژیکی به دلیل آگاهی گسترده در مورد تغییرات اقلیمی که از طریق فناوری و ارتباطات جهانی امکان‌پذیر شده است، بسیار گسترده است.
تغییرات اقلیمی یک تهدید جهانی مداوم است که عمدتاً با عدم قطعیت و عدم درک مشخص می‌شود. به همین دلیل، اضطراب و اندوه در انسان‌ها یک واکنش طبیعی و منطقی برای کسانی است که احساس ترس یا عدم کنترل دارند. برای مثال، این احساسات می‌تواند در افرادی که مجبور به ترک خانه‌های خود شده‌اند، افرادی که با عدم اطمینان در مورد محیط آینده خود دست و پنجه نرم می‌کنند، یا افرادی که نگران آسیب‌های آینده فرزندانشان هستند، ایجاد شود. اندوه اقلیمی را می‌توان به سه دسته تقسیم کرد: زیان‌های فیزیکی-زیست‌محیطی، از دست دادن دانش زیست‌محیطی و زیان‌های پیش‌بینی‌شده در آینده.

### کودکان و نوجوانان
این وضعیت به ویژه در بین کودکان و جوانان رایج شده است - در سال ۲۰۲۱، در برخی دانشگاه‌ها، بیش از ۷۰ درصد دانشجویان خود را مبتلا به اضطراب زیست‌محیطی توصیف کردند. با این حال، تا اوایل سال ۲۰۲۱، روش‌های معتبر برای ارزیابی شیوع اضطراب اقلیمی یا زیست‌محیطی به خوبی تثبیت نشده بودند. یک نظرسنجی در سپتامبر ۲۰۲۱ از ۱۰ هزار جوان از ۱۰ کشور در سراسر جهان انجام شد و نشان داد که تقریباً ۶۰٪ آنها یا خیلی زیاد یا به شدت نگران تغییرات اقلیمی هستند. دو سوم گفتند که احساس غم، ترس و اضطراب می‌کنند، در حالی که نزدیک به ۴۰٪ گزارش دادند که در مورد بچه‌دار شدن مردد هستند.
افرادی که کودکان و نوجوانان را احاطه کرده‌اند، مانند والدین، سرپرستان، معلمان و مربیان، می‌توانند بر نحوهٔ نگرش آنها به تغییرات اقلیمی تأثیر بگذارند. تحقیقاتی در حال انجام است که نشان می‌دهد این گروه از افراد چگونه باید با کودکان و نوجوانان صحبت کنند تا از اضطراب زیست‌محیطی در این جمعیت‌ها جلوگیری شود، در عین حال که همچنان شیوه‌های کاهش تغییرات اقلیمی را تشویق می‌کنند.

### زنان
گزارشی در اکتبر ۲۰۲۱ که بر اساس نظرسنجی در بریتانیا انجام شده بود، نشان داد که ۷۸ درصد از افراد مورد بررسی، درجاتی از اضطراب زیست‌محیطی را ابراز کرده‌اند. این مطالعه نشان داد که زنان (۴۵٪) در مقایسه با مردان (۳۶٪) به‌طور قابل توجهی بیشتر احتمال دارد که سطوح بالایی از اضطراب زیست‌محیطی را گزارش کنند. مشاهدات مشابهی در سراسر جهان، از جمله کشورهای اروپایی و آفریقایی، گزارش شده است. یک مطالعه در سال ۲۰۲۳ ادعا کرد که اضطراب زیست‌محیطی در زنان شایع‌تر است، زیرا ۸۰ درصد از مهاجران اقلیمی زن هستند. بسیاری از زنان بر اساس تغییرات اقلیمی تصمیم می‌گیرند که آیا بچه‌دار شوند یا خیر، زیرا پیش‌بینی می‌شود که تغییرات اقلیمی تأثیر بیشتری بر نسل‌های آینده داشته باشد. یک نظرسنجی که توسط نیویورک تایمز در سال ۲۰۱۸ انجام شد، نشان داد که ۳۳ درصد از زنانی که تصمیم به بچه‌دار شدن نگرفته‌اند، تغییرات اقلیمی را به عنوان دلیل این تصمیم ذکر کرده‌اند.

### مردمان بومی
بومیان به دلیل وابستگی‌شان به زمین و فعالیت‌های زمینی برای امرار معاش و رفاه خود، به ویژه در برابر اضطراب زیست‌محیطی و سایر واکنش‌های عاطفی ناشی از تغییرات اقلیمی آسیب‌پذیر هستند. یک مطالعه در سال ۲۰۲۱ نشان داد که جمعیت‌های بومی که در معرض تغییرات محیطی مرتبط با تغییرات اقلیمی، مانند انقراض، خشکسالی، افزایش دما و الگوهای آب و هوایی نامنظم قرار گرفته‌اند، به احتمال زیاد کاهش سلامت روان را تجربه می‌کنند. این کاهش را می‌توان به صورت اضطراب زیست‌محیطی، و همچنین به صورت سایر واکنش‌های عاطفی مرتبط با آب و هوا، مانند خشم زیست‌محیطی، بیان کرد.

## علائم
اضطراب محیطی می‌تواند به شیوه‌هایی بروز کند که باعث علائم جسمی شود و ممکن است بیماری‌های روانی از پیش موجود را تشدید کند. علائم شامل تحریک پذیری، بی خوابی، ناتوانی در استراحت، از دست دادن اشتها، تمرکز ضعیف، حملات ضعف، حمله عصبی، تنش عضلانی و پرش عضلات است. این علائم مشابه علائمی است که ممکن است فردی که مبتلا به اختلال اضطراب فراگیر تشخیص داده شده است، تجربه کند.
این علائم در افرادی که اضطراب محیطی را تجربه می‌کنند، رایج است. برای مثال، یک مطالعه در سال ۲۰۲۲ که توسط آکادمی پزشکی خواب آمریکا انجام شد، گزارش داد که «اضطراب پیرامون تغییرات اقلیمی و مسائل زیست‌محیطی» باعث بی‌خوابی ۷۰ درصد از آمریکایی‌ها شده است.
سایر علائم ذهنی و/یا عاطفی شامل احساس ناامیدی و ناتوانی، فاصله گرفتن از مسئله یا اجتناب از آن، و احساس غرق شدن یا خفگی است.

## درمان و پاسخ
اولین قدم برای درمانگران در درمان اکواضطراب، درک این نکته است که پاسخ ترسناک به یک وضعیت واقعی، آسیب‌شناختی نیست. اضطراب محیطی یک واکنش کاملاً طبیعی است، حتی اگر مراجع آن را عمیقاً نگران‌کننده بداند. درمانگران باید ترس‌های مراجعین در مورد این وضعیت را جدی بگیرند و «فرض نکنند که آنها یک مشکل سلامت روان ناکارآمد هستند یا اینکه فردی که از اکو-اضطراب رنج می‌برد به نوعی بیمار است.» از نظر درمان، مدل‌های فردگرایانه سلامت روان «برای مقابله با آسیب‌های جمعی در مقیاس جهانی طراحی نشده‌اند».
درمان‌های غیربالینی مختلف، گزینه‌های کار گروهی، انجمن‌های پشتیبانی اینترنتی و کتاب‌های خودیاری برای افرادی که از شرایط روانی خفیف‌تر رنج می‌برند، در دسترس است. برخی از تأثیرات روانی به هیچ وجه نیازی به درمان ندارند و حتی می‌توانند مثبت باشند: برای مثال، نگرانی در مورد تغییرات اقلیمی می‌تواند ارتباط مثبتی با جستجوی اطلاعات و احساس توانایی تأثیرگذاری بر چنین مشکلاتی داشته باشد.
یکی از راه‌های مبارزه با اکواضطراب، از طریق باورها در مورد اثربخشی اقدامات شخصی است. اضطراب زیست‌محیطی می‌تواند تا حدی توسط درماندگی ناشی از تغییرات اقلیمی تشدید شود، نوعی درماندگی آموخته‌شده که در مورد ترس از تغییرات اقلیمی به کار می‌رود. از آنجا که تغییرات اقلیمی مسئله‌ای بسیار عظیم با عواقبی چنین وخیم است، ممکن است به نظر برسد که اقدامات یک فرد هیچ تفاوتی در مبارزه با این مسئله بزرگ‌تر ایجاد نمی‌کند. این می‌تواند مردم را از مصرف هرگونه توصیهٔ طرفدار محیط زیست منصرف کند. اما، مداخله‌ای که از اثربخشی اقدامات فردی حمایت می‌کند، می‌تواند احساس بی‌تفاوتی و اضطراب مرتبط با درماندگی در برابر تغییرات اقلیمی را کاهش دهد. وقتی مردم اطلاعاتی دریافت می‌کنند که نشان می‌دهد چگونه اعمال شخصی‌شان بر محیط زیست تأثیر می‌گذارد، ترس کمتری از تغییرات اقلیمی گزارش می‌دهند و قصد دارند انتخاب‌های پایدارتری داشته باشند، که نشان می‌دهد می‌توان با باور به اثربخشی تغییرات اقلیمی، درماندگی ناشی از تغییرات اقلیمی را درمان کرد.
به‌طور کلی، روان‌درمانگران می‌گویند وقتی افراد برای مبارزه با تغییرات اقلیمی اقدام می‌کنند، این امر با ایجاد حس توانمندی شخصی و احساس ارتباط با دیگران در جامعه، سطح اضطراب را کاهش می‌دهد. بسیاری از روانشناسان تأکید می‌کنند که علاوه بر اقدام، برای جلوگیری از فرسودگی شغلی، نیاز به ایجاد تاب‌آوری عاطفی نیز وجود دارد.
یک بررسی ادبیات در سال ۲۰۲۱ نشان داد که پاسخ‌های عاطفی به بحران می‌توانند سازگارانه باشند، زمانی که فرد ظرفیت و پشتیبانی لازم برای پردازش و تأمل در مورد این احساس را داشته باشد. در این موارد، افراد می‌توانند از تجربیات خود رشد کنند و از دیگران حمایت کنند. در زمینه تغییرات اقلیمی، این ظرفیت برای تأمل عمیق برای عبور از چالش‌های عاطفی که هم افراد و هم جوامع با آن مواجه هستند، ضروری است.

### تحقیقات بیشتر
با توجه به اینکه اکواضطراب مورد توجه قرار گرفته و شایع‌تر شده است، یکی از مباحث داغ فعلی در ادبیات علمی مربوط به چگونگی تعریف و ارزیابی اکواضطراب است. سایر تحقیقات آینده ممکن است راه‌هایی را برای تاب‌آوری افراد در مواجهه با تغییرات اقلیمی بررسی و توسعه دهند.

## پاسخ‌های عاطفی مرتبط
در حوزه بوم‌روان‌شناسی، تأثیرات روانشناختی خاص آب و هوا دیگری نیز وجود دارد که کمتر از اضطراب محیط زیست مورد مطالعه قرار گرفته‌اند. این موارد شامل، اما نه محدود به، سوگ زیست‌محیطی (یا افسردگی زیست‌محیطی)، خشم زیست‌محیطی، احساس گناه زیست‌محیطی و درد روحی می‌شود.

### خشم زیست‌محیطی
خشم زیست‌محیطی، ناامیدی از تغییرات اقلیمی و تغییرات زیست‌محیطی ناشی از آن است. همچنین می‌تواند ناشی از ناامیدی نسبت به گروه‌ها، شرکت‌ها یا کشورهایی باشد که در تغییرات اقلیمی نقش دارند. مطالعه‌ای که اثرات اضطراب زیست‌محیطی، افسردگی زیست‌محیطی و خشم زیست‌محیطی را از هم جدا کرد، نشان داد که خشم زیست‌محیطی بهترین حالت برای سلامت فرد است. این مطالعه همچنین نشان داد که خشم زیست‌محیطی برای ایجاد انگیزه در مشارکت در اقداماتی که با تغییرات اقلیمی مبارزه می‌کنند، مفید است. یک گزارش جداگانه از سال ۲۰۲۱ نشان داد که خشم زیست‌محیطی به‌طور قابل توجهی در بین جوانان شایع‌تر است.

### سوگ زیست‌محیطی
سوگ بوم‌شناختی (یا سوگ بوم‌شناختی) «سوگی است که در رابطه با زیان‌های بوم‌شناختی تجربه‌شده یا پیش‌بینی‌شده، از جمله از دست دادن گونه‌ها، اکوسیستم‌ها و مناظر معنادار به دلیل تغییرات حاد یا مزمن محیطی، احساس می‌شود.»

### گناه زیست‌محیطی
احساس گناه زیست‌محیطی «احساس گناهی است که وقتی افراد به زمان‌هایی فکر می‌کنند که استانداردهای شخصی یا اجتماعی برای رفتار زیست‌محیطی را رعایت نکرده‌اند، ایجاد می‌شود.» این احساس گناه می‌تواند به شکل خودانتقادی، سرزنش خود، خودآزمایی و/یا خودشکنجه‌گری باشد.

### سولاستالژیا
سولاستالژیا «رنج ناشی از دگرگونی و تخریب محیط خانه» است. یک مطالعه در سال ۲۰۱۹ نشان داد که با افزایش نرخ تغییرات اقلیمی، تعداد افرادی که سولاستالژیا را تجربه می‌کنند، افزایش خواهد یافت. این به این دلیل است که با ادامه تغییرات اقلیمی، افراد بیشتری اثرات تغییرات اقلیمی را بر محیط خانه خود مشاهده خواهند کرد. به‌طور فزاینده‌ای آشکار می‌شود که تنها محیط زیست از تغییرات اقلیمی رنج می‌برد، بلکه حوزه‌هایی مانند میراث تاریخی و فرهنگی نیز که ارتباط نزدیکی با احساسات تعلق و هویت دارند، از این تغییرات آسیب می‌بینند.

## سازمان‌ها
چندین سازمان روان‌شناسی پیرامون روان‌شناسی آب و هوا تأسیس شده‌اند. محققان خاطرنشان کرده‌اند که نیاز به یک رویکرد سیستمی برای ارائه منابع مختلف برای افراد در رابطه با تأثیرات مشکلات اکولوژیکی و تغییرات اقلیمی بر سلامت روان وجود دارد. برخی سازمان‌ها، مانند کالج سلطنتی روانپزشکان، راهنمایی‌های مبتنی بر وب را برای کمک به مراقبان در کمک به کودکان و نوجوانان برای مقابله با اضطراب زیست‌محیطی خود ارائه می‌دهند.
گروه‌های حمایتی اضطراب زیست‌محیطی نیز در سطح محلی، ملی و جهانی ایجاد شده‌اند. این گروه‌ها به مردم اجازه می‌دهند تا در مورد ترس‌های خود در مورد تغییرات اقلیمی صحبت کنند و از سایر اعضا در مورد چگونگی مقابله با این ترس‌ها مشاوره دریافت کنند. گروه‌های حمایتی همتا به همتا همچنین در میان افرادی ظهور کرده‌اند که مراحل سوگواری را پشت سر گذاشته و به پذیرش تأثیرات اقلیمی به عنوان امری مداوم و تا حدی اجتناب‌ناپذیر رسیده‌اند. مثال‌ها شامل گروه‌هایی است که از مفاهیم سازگاری عمیق و پس از نابودی ناشی می‌شوند.